# Sant Pere de Puigverd de Lleida
Sant Pere de Puigverd de Lleida és una església parroquial de Puigverd de Lleida (Segrià) inclosa en l'Inventari del Patrimoni Arquitectònic de Catalunya.

## Descripció
Església d'una sola nau amb dues naus a cada costat més petites i situada en cantonera, conformant una plaça de forma irregular. Interior amb volta de canó on el motlluratge és l'únic treball que cal destacar. Façana senzilla de carreus regulars de pedra picada on hi falten diverses peces. S'ha repintat l'interior amb unes formes una mica orgàniques.